# آسپرژیلوسیس
آسپرژیلوسیس (به انگلیسی: Aspergillosis)، یک عفونت قارچی است که معمولاً در ریه‌ها رخ می‌دهد. این عفونت توسط برخی کپک‌های متعلق به سرده آسپرژیلوس (افشانکچه) ایجاد می‌شود. این کپک اغلب از هوای اطراف تنفس و وارد ریه‌ها می‌شود، اما اکثر افراد را مبتلا نمی‌کند. آسپرژیلوسیس عموماً در افراد مبتلا به بیماری‌های تنفسی مانند آسم، فیبروز سیستیک یا سل ایجاد عفونت می‌کند. همچنین افرادی که پیوند مغز استخوان یا پیوند عضو انجام داده‌اند و افرادی که به دلیل مصرف داروهایی مانند کورتیکواستروئیدها و برخی داروهای درمان سرطان دچار سرکوب سیستم ایمنی شده‌اند، بیشتر در معرض ابتلا به آسپرژیلوسیس هستند. این کپک به ندرت می‌تواند روی پوست تأثیر بگذارد.
آسپرژیلوسیس در انسان، پرندگان و سایر جانوران رخ می‌دهد. موارد آسپرژیلوسیس حاد در افراد دارای دستگاه ایمنی به‌شدت ضعیف، مانند افراد تحت پیوند مغز استخوان رخ می‌دهد. مزمن شدن این عفونت در بدن انسان می‌تواند باعث ایجاد عوارضی شدیدتر در افراد مبتلا به بیماری‌های تنفسی زمینه‌ای مانند آسم، فیبروز سیستیک، سارکوئیدوز، سل یا بیماری انسدادی مزمن ریوی شود. به‌طور معمول، آسپرژیلوسیس به انواع آسپرژیلوسیس مزمن ریوی (CPA)، آسپرژیلوما یا آسپرژیلوسیس برونکو-تنفسی آلرژیک (ABPA) رخ می‌دهد.

## عامل بیماری

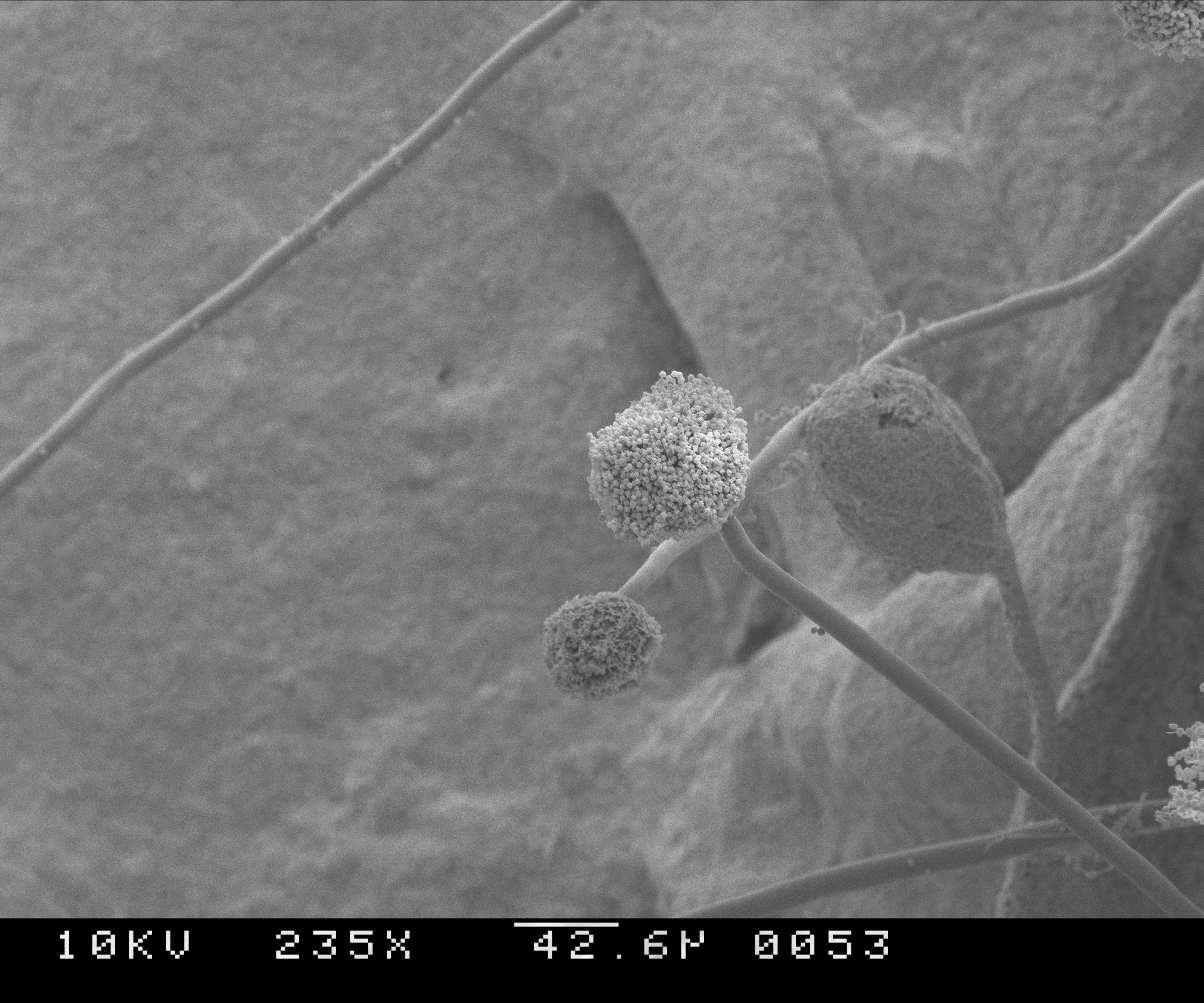
تصویر بزرگ‌شدهٔ کپک آسپرژیلوس

آسپرژیلوسیس توسط برخی از کپک‌های آسپرژیلوس ایجاد می‌شود، یک کپک معمولی که بر افرادی که بیماری ریوی مانند فیبروز سیستیک یا آسم دارند یا بیماران دچار ضعف ایمنی، تأثیر می‌گذارد. شایع‌ترین گونه مسبب این بیماری، کپک آسپرژیلوس فومیگاتوس است.

## عوامل خطرساز
افراد دچار کمبود ایمنی مانند بیمارانی که تحت پیوند سلول‌های بنیادی خون‌ساز، شیمی‌درمانی برای درمان سرطان خون یا ایدز قرار می‌گیرند، در معرض خطر بیشتری برای تهاجم آسپرژیلوس‌ها هستند. این افراد ممکن است در نتیجهٔ درمان‌های پزشکی دچار نوتروپنی یا سرکوب سیستم ایمنی شده باشند.

## درمان
یکی از درمان‌های فعلی آسپرژیلوسیس، شامل تجویز داروهای وریکونازول و آمفوتریسین بی در ترکیب با جراحی دبریدمان است.